# Wepsische Sprache
Die wepsische Sprache (vepsän kel’) ist die Sprache der Wepsen. Sie gehört zum ostseefinnischen Zweig der finno-ugrischen Sprachen und wurde 2010 nur noch von rund 1.640 Menschen östlich von Sankt Petersburg und am Ladogasee gesprochen.

## Merkmale
Zum verwandten Finnischen und Karelischen bestehen erhebliche Unterschiede:
- Die Vokalharmonie wurde im Wepsischen fast völlig aufgegeben.
- Im Wepsischen entfielen die Vokale im Auslaut vieler Wörter, z. B. nahk (Leder, finnisch: nahka), toh (Birkenrinde, finnisch: tuohi).[2]
- Diphthonge und lange Vokale sind im Wepsischen in vielen Fällen verkürzt, z. B. jä (Eis, finnisch: jää), joda (trinken, finnisch: juoda).
- Ebenso fehlt der den anderen ostseefinnischen Sprachen typische Stufenwechsel (Änderung des Konsonanten des Wortstamms je nach Typ der folgenden Silbe).
- Das Wepsische verfügt mit 24 Kasus über den vielleicht größten Formenreichtum innerhalb der finno-ugrischen Sprachen.
- Es gibt ein viertes Tempus Plusquamperfekt, was bei den anderen finno-ugrischen Sprachen unüblich ist.

## Geschichte der wepsischen Sprache
Die schriftliche Überlieferung des Wepsischen ist nur sehr dünn belegt. Die frühesten Zeugnisse sind folkloristische Sammlungen von Nichtmuttersprachlern aus dem 19. Jahrhundert. Das Wepsische ist eine ostseefinnische Sprache, die bis ins 20. Jahrhundert hinein schriftlos blieb. Erst zu Beginn der 1930er Jahre wurde durch das Institut für Sprache und Denken der Akademie der Wissenschaften der UdSSR eine wepsische Schriftsprache geschaffen, die von 1932 bis 1937 offiziell in Gebrauch war.
Dass es im Wepsischen – wie auch im Livischen – keinen Stufenwechsel und keine Vokalharmonie gibt, könnte möglicherweise ein Hinweis darauf sein, dass die Wepsen am Rand des ostseefinnischen Sprachraumes lebten und sich relativ früh als eigenständiger Stamm von den sprachverwandten Stämmen trennten. Auch nach verschiedenen russischen Chroniken lebten die Wepsen bereits um das Jahr 1000 am Weißen See (Beloje Osero) sowie zwischen Ladoga- und Onegasee.
Einige mittelalterliche russische Urkunden aus dem Gebiet von Nowgorod enthalten Ausdrücke, die möglicherweise wepsischen Ursprungs sind, doch sind genauere Untersuchungen hierzu nicht möglich, da zur damaligen Zeit die Unterschiede zwischen dem Wepsischen und den am engsten verwandten Sprachen – Finnisch, Wotisch und Karelisch – nur gering waren und auch aus diesen Sprachen gelegentlich Wörter in alten russischen Urkunden zu finden sind. Daher ist es nicht möglich, die Lautlehre sprachgeschichtlich darzustellen. Dass es in den nordwestlichen Dialekten der syrjanischen Sprache Lehnwörter aus der wepsischen Sprache gibt, die bereits vor dem 14. Jahrhundert übernommen wurden, könnte ein Hinweis darauf sein, dass bereits vor dieser Zeit Kontakte zwischen Wepsen und Syrjänen bestanden.
Syntax und Morphologie der wepsischen Sprache wurden stark vom Russischen beeinflusst, beispielsweise wurden mehrere russische Präpositionen und Suffixe – etwa -nik in kalanik (Fischer) oder mesnik (Jäger) – übernommen. Viele russische Lehnwörter im Wepsischen beziehen sich auf Begriffe aus der modernen Industriegesellschaft, so stammt das Wort molot'ilk (Dreschmaschine) vom russischen molotilka mit der gleichen Bedeutung.
Im 20. Jahrhundert bemühte man sich allerdings, für einige moderne Begriffe neue wepsische Wörter zu finden, z. B. ezivajeh (Prolog), kulund (Laut), openuzmes (Wissenschaftler) aus den Wörtern openuz (gelehrt) und mez (Mensch), känd (Kasus), lebukod'i (Ferienhaus). In den 1930er Jahren zählte man 35.000 Wepsen. 1959 gaben bei einer Volkszählung von 16.000 Wepsen 46,1 % das Wepsische als ihre Muttersprache an, 1979 von 8.000 nur noch 38,5 %. Im Zensus von 2010 gaben noch 1.640 von 5.940 Wepsen als Muttersprache Wepsisch an.

## Wepsische Literatur
Die erste Grammatik der wepsischen Sprache, die bis ins 20. Jahrhundert schriftlos war, wurde 1875 auf Französisch von dem ungarischen Sprachwissenschaftler Károly Újfalvy herausgegeben. Erst in den 1930er Jahren wurde für die wepsische Sprache eine Schriftsprache auf der Grundlage des lateinischen Alphabets geschaffen. Das erste wepsische Buch – ein Lesebuch – erschien 1932. Insgesamt wurden etwa vierzig Bücher – die meisten davon Schulbücher – in wepsischer Sprache gedruckt. An ihrer Abfassung und Herausgabe waren als Autoren neben dem Lehrer F. A. Andreev, der als bedeutendster wepsischer Schriftsteller galt, auch N. I. Bogdanov, M. M. Hämäläinen und A. M. Michkiev beteiligt. In den 1930er Jahren gab es 57 wepsischsprachige Grundschulen mit 3.328 Schülern. 1934 gab F. A. Andreev eine wepsische Grammatik mit dem Titel Vepskijan kelen grammatik heraus und 1936 ein wepsisch-russisches Wörterbuch mit rund 3000 Wörtern, die die Autoren teilweise selbst schufen, doch bereits ab 1937 durfte keine Literatur auf Wepsisch mehr veröffentlicht werden.
Erst in den 1990er Jahren durfte die wepsische Sprache wieder in der Literatur verwendet werden. 1991 wurde das Alphabet für das Wepsische von M. Zaitseva und M. Mullonen herausgegeben. Seitdem erschienen Gedichte, Kinderbücher und Kurzgeschichten auf Wepsisch. 1994 erschien die Gedichtsammlung 33. Koumekümne koume von Nikolai Abramow (1961–2016), der als einer der bedeutendsten wepsischen Autoren galt und seit 1993 ebenfalls die in Petrosawodsk erscheinende Zeitung Kodima herausgab. Rjurik Lonin veröffentlichte 2000 die Sammlung Minun rahvan fol’klor, eine Zusammenstellung von Gedichten, Märchen und Erzählungen. Nina Zaitseva (Zaiceva) gab 1996 eine Bibel für Kinder in wepsischer Sprache heraus und schrieb ebenfalls verschiedene Kinderbücher. 2003 erschien ihr Buch Kodimaa, Vepsämaa, das Gedichte von verschiedenen Schriftstellern enthält. 2012 verfasste sie das Epos Virantanaz („Der Hof von Vir“), das mittlerweile auf Estnisch, Finnisch, Russisch und Französisch vorliegt. Letztere Übersetzung erschien unter dem Titel Le chant de l’ours (deutsch „Der Gesang des Bären“). Igor Brodski veröffentlichte 2002 unter dem Titel Kalarand den ersten wepsischen Roman.